# Chimera (Andromeda)
Chimera is het derde album van de Zweedse metalband Andromeda, uitgebracht in 2006 door Massacre Records.

## Track listing
1. Periscope – 6:11
2. In the End – 4:58
3. The Hidden Riddle – 5:51
4. Going Under – 6:27
5. The Cage of Me – 7:08
6. No Guidelines – 6:23
7. Inner Circle – 7:03
8. Iskenderun – 5:30
9. Blink of an Eye – 12:29

## Band
- Johan Reinholdz - gitaar
- David Fremberg - zang
- Fabian Gustavsson - basgitaar
- Thomas Lejon - drum
- Martin Hedin - keyboard